# Shuai-jiao
Shuai-jiao ili Shuai-chiao (kineski 摔跤 ili 摔角) izraz je koji se odnosi na drevni oblik kineskog hrvanja. 
Ova vrsta hrvanja najviše se prakticira na području Pekinga, Tianjina i Baodinga u provinciji Hebei.
U modernoj uporabi, to je također opći mandarinski kineski izraz za bilo koji oblik hrvanja, unutar i izvan Kine. 
Kao generički naziv, može se koristiti za pokrivanje različitih stilova hrvanja koji se prakticiraju u Kini, u obliku borilačkih vještina sustava ili sporta. 
Shuai-jiao uveden je na područje južne Kine u republikansko doba (1912. – 1949).

## Vanjske poveznice
- ShuaijiaoNation.com Online Community  Arhivirana inačica izvorne stranice od 10. travnja 2012. (Wayback Machine)
- United States Shuai Chiao Association
- European Shuai Jiao Union
- British Shuai Jiao Union
- Combat Shuai Chiao
- World Shuai Chiao Society: Shuai Chiao  Arhivirana inačica izvorne stranice od 1. listopada 2010. (Wayback Machine)
- Mongolian Shuai Jiao Association: Shuai Chiao  Arhivirana inačica izvorne stranice od 10. studenoga 2011. (Wayback Machine)
- [neaktivna poveznica]
- Middle Kingdom Wrestling - Chinese Pro Wrestling  Arhivirana inačica izvorne stranice od 30. svibnja 2023. (Wayback Machine)